# ریکاردو گویتر
ریکاردو گویتر (انگلیسی: Richi؛ زادهٔ ۱۴ آوریل ۱۹۷۷) بازیکن سابق فوتبال اهل اسپانیا است که در پست هافبک تهاجمی بازی می‌کرد.